# Ранши
Ранши́ (фр. Ranchy) — коммуна во Франции, находится в регионе Нижняя Нормандия. Департамент коммуны — Кальвадос. Входит в состав кантона Бейё. Округ коммуны — Байё.
Код INSEE коммуны — 14529.

## Население
Население коммуны на 2010 год составляло 205 человек.
| 1962 | 1968 | 1975 | 1982 | 1990 | 1999 | 2010 |
| ---- | ---- | ---- | ---- | ---- | ---- | ---- |
| 155  | 154  | 132  | 135  | 167  | 157  | 205  |

## Экономика
В 2010 году среди 130 человек трудоспособного возраста (15—64 лет) 96 были экономически активными, 34 — неактивными (показатель активности — 73,8 %, в 1999 году было 69,4 %). Из 96 активных жителей работали 91 человек (50 мужчин и 41 женщина), безработных было 5 (3 мужчин и 2 женщины). Среди 34 неактивных 12 человек были учениками или студентами, 11 — пенсионерами, 11 были неактивными по другим причинам.